# Acanthastrea regularis
Acanthastrea regularis är en korallart som beskrevs av Veron 2002. Acanthastrea regularis ingår i släktet Acanthastrea och familjen Mussidae. IUCN kategoriserar arten globalt som sårbar. Inga underarter finns listade i Catalogue of Life.